# Nhạn xanh tím
Nhạn xanh tím (danh pháp hai phần: Tachycineta thalassina) là một loài chim thuộc họ Nhạn. Nhạn xanh tím có môi trường sống sinh sản là khu vực bán mở ở phía tây Bắc Mỹ từ Alaska đến Mexico. Chúng làm tổ trong hốc trong cây hoặc hốc đá, đôi khi tạo thành bầy đàn nhỏ. Chúng di chuyển theo đàn Trung và miền bắc Nam Mỹ.
Chúng kiếm ăn theo đàn, thường bay tương đối cao, nhưng đôi khi bay thấp trên mặt nước. Chúng ăn côn trùng gồm muỗi, bướm ngày, phù du và bướm đêm.

## Phân loài
- Tachycineta thalassina thalassina
- Tachycineta thalassina brachyptera